# Lam Sai-wing
 (octobre 2014).
Si vous disposez d'ouvrages ou d'articles de référence ou si vous connaissez des sites web de qualité traitant du thème abordé ici, merci de compléter l'article en donnant les références utiles à sa vérifiabilité et en les liant à la section « Notes et références ».
Lam Sai-wing, né en 1860 et décédé en 1943, est le plus célèbre des élèves de Wong Fei-hung, un maître de hung-gar un style de kung fu.

## Biographie
Il est né en 1860 en Chine, à Ping Chow, un petit village dans la région de Namhoi une province de Guangdong. Il a grandi sous le gouvernement des Qing.
Lam Sai-wing est issu d’une famille d'artistes martiaux et a commencé d'apprendre le Kung fu très jeune avec son père Lam Sin. Rapidement et en très peu de temps, il maîtrisait le style de sa famille (Paumes de Bouddhas).
Jeune homme, il a gagné sa vie dans un abattoir pour les porcs. En raison de cette activité, il est également connu par le surnom de Wing, le porc (Wing Jhiu).
Après des années de recherche d’un maître, il devint finalement disciple de Wong Fei-hung.
Lam Sai-wing était un homme charitable, ainsi il aida à faire construire un orphelinat, et à cette occasion le président Sun Yat-sen, l’a honoré en lui remettant une médaille. Pendant un temps il était également instructeur de l’armée de Canton.
Lam Sai-wing n'eut pas d’enfants, mais adopta son neveu, Lam Cho, qui avait perdu ses parents très jeune. Plus tard celui-ci devint son successeur.
À la chute de la dynastie Ch'ing il déménagea à Hong Kong où il resta jusqu’à la fin de sa vie et fonda son école la Southern Martial Physical Culture Association. Il était un professeur et a enseigné ses techniques à un large public. Des étudiants venaient de partout en Chine du Sud pour étudier avec lui. En 1925, il se retira de l’enseignement et écrivit plusieurs livres sur le hung-gar.

## Anecdote
La recherche d'un maître de kung fu prit fin quand Lam Sai-wing a entendu parler du légendaire Wong Fei-hung et décida de forcer son destin en le mettant au défi. 
L’affrontement n'a pas duré longtemps et en dépit de ses compétences déjà accomplies, Lam n'était qu’une allumette pour Wong Fei-hung. Mis à terre par le célèbre coup de pied de l’ombre (Mo Ying Guerk), Lam réalisa qu'il pourrait beaucoup apprendre de ce grand maître. Il s'est mis à genoux sur le plancher et a demandé à être accepté comme disciple. Lam s'est exercé avec Wong jusqu'au décès de celui-ci. Après un dur et long apprentissage, Lam a appris tout ce que son maître lui a enseigné, y compris ses qualifications dans la médecine.